# Group of Seven

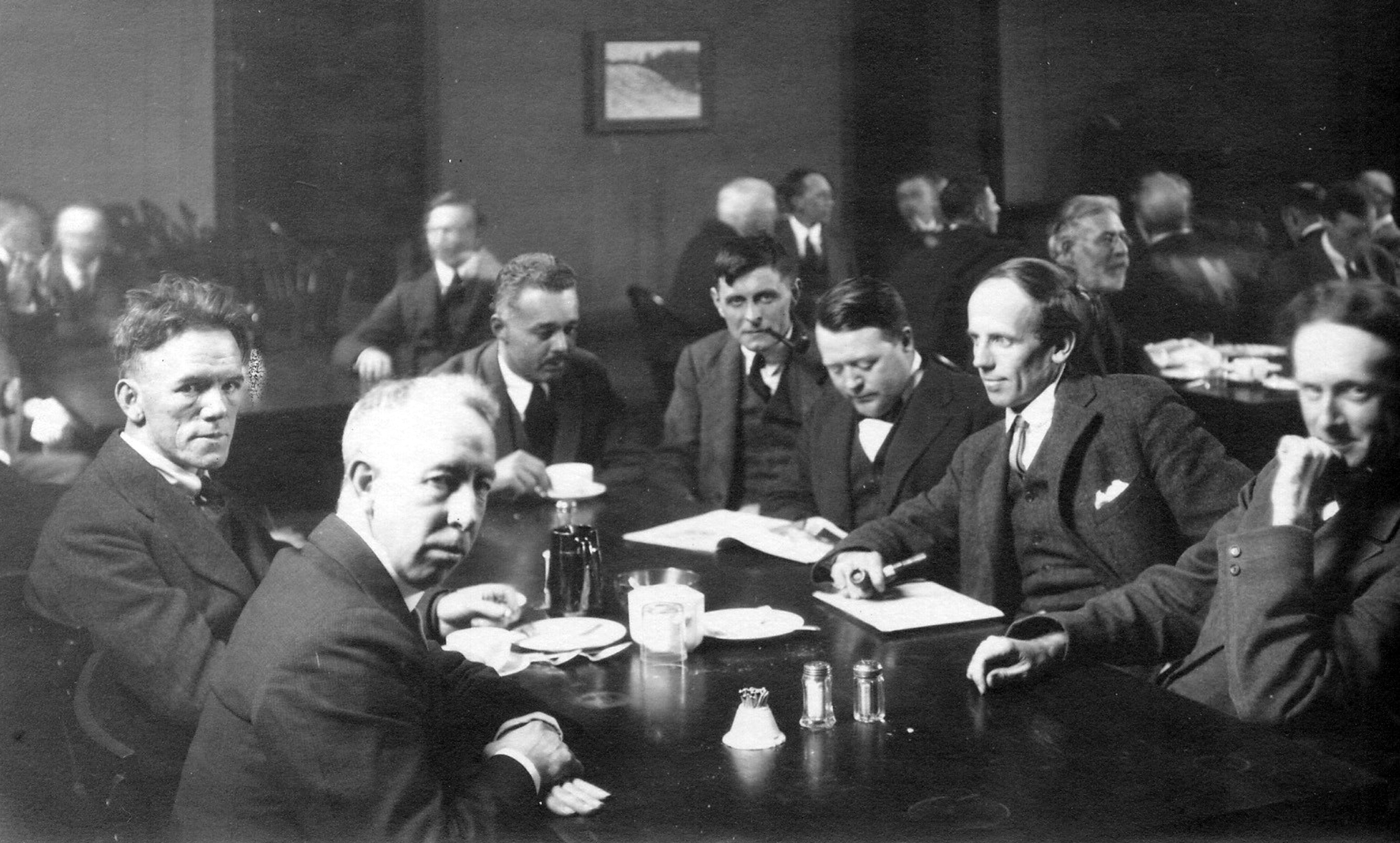
Mitglieder der Group of Seven, 1920

Die Group of Seven (Siebenergruppe) war ein Kreis kanadischer Landschaftsmaler.
Die „Group of Seven“ ist für ihre Darstellungen der kanadischen Natur und des Lebens in den kanadischen Weiten bekannt; Sammlungen der Werke der „Group of Seven“ finden sich u. a. in der Art Gallery of Ontario in Toronto, Ontario, der Firestone Collection of Canadian Art in der Ottawa Art Gallery und in der McMichael Canadian Art Collection in Kleinburg, Ontario.

## Mitglieder
Die Zahl Sieben bezieht sich auf die Gründungsmitglieder Franklin Carmichael (1890–1945), Lawren Harris (1885–1970), Alexander Y. Jackson (1882–1972), Frank Johnston (1888–1949), Arthur Lismer (1885–1969), James E. MacDonald (1873–1932) und Frederick Varley (1881–1969). Alfred J. Casson (1898–1992) schloss sich 1926 an, Edwin Holgate (1892–1977) 1930 und LeMoine Fitzgerald (1890–1956), der bald zu einem geometrischen Stil wechselte, im Jahr 1932.

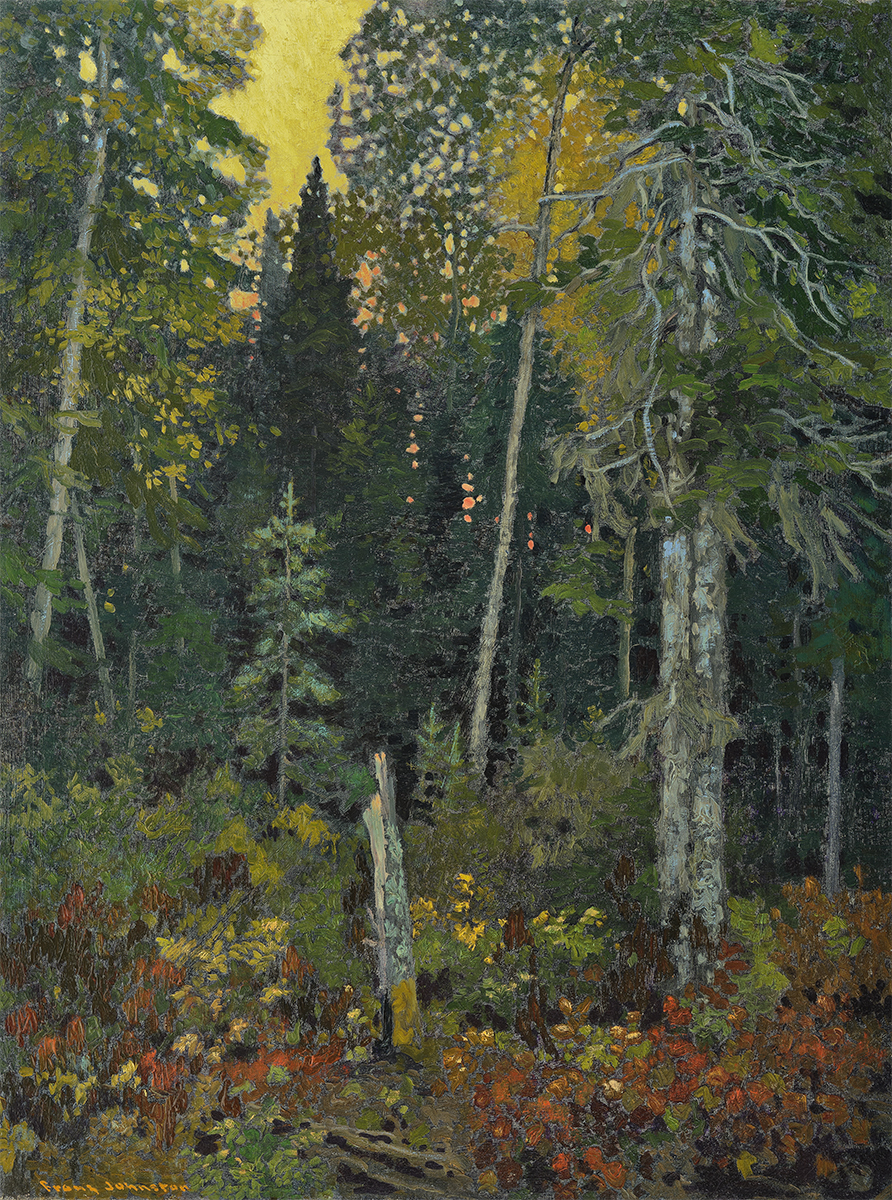
Frank Johnston: Sonnenuntergang im Busch (1918)

Weitere, mit der Gruppe verbundene kanadische Künstler waren u. a. Emily Carr (1871–1945) und Stuart McCormick (1906–1992). Ein Vorläufer war Tom Thomson (1877–1917), der seine Landschaftsbilder im Algonquin-Nationalpark malte und 1917 in einem See ertrank.

## Geschichte
Die Gruppierung bestand in oft losem Zusammenhang ab etwa 1913, der Name „Group of Seven“ war ab 1919 gebräuchlich. Die erste Gruppenausstellung erfolgte im Jahr 1920; die Ausstellung wurde gemischt aufgenommen, die kanadische Weite galt vielen damals noch nicht als ein Thema von künstlerischem Wert. Erst später wurde die „Group of Seven“ für ihre Pionierleistungen geschätzt; allerdings wurde auch der oft schwärmerische Inhalt der Bilder, die Kanada als ein vom Menschen unberührtes Gebiet zeigten (und damit die Realität oftmals verfälschten), kritisiert. Diese spätere Wertschätzung zeigt sich auch darin, dass ihre erste Ausstellung im Jahr 1920 von der kanadischen Regierung am 18. Mai 1974 zu einem „nationalen historischen Ereignis“ erklärt wurde.
Dieser Vorwurf der „romantisierenden Landschaftsmalerei“ wurde aber (zumindest während der Zeit des Ersten Weltkrieges) durchbrochen, als sich zum Beispiel Arthur Lismer mit der Kriegs-Thematik auseinandersetzte, wie etwa im Gemälde „Halifax Harbour“ von 1918, oder mit „Olympic with Returned Soldier“. In den damals entstandenen Werken griff er hauptsächlich maritime Themen auf, und thematisierte immer wieder die, für Künstler recht interessante Dazzle Camouflage. Auch Frank Johnston bildete in dieser Zeit das Kriegsgeschehen ab, widmete sich aber hauptsächlich fliegerischen Themen.
Im Jahr 1931 löste sich die Gruppe offiziell auf bzw. ging in eine andere Gruppierung, die Canadian Group of Painters, über.
Der McMichael-Friedhof auf dem Gelände der McMichael Canadian Art Collection Kleinburg (Ontario) ist die letzte Ruhestätte von sechs Mitgliedern der Group of Seven, ihren Ehefrauen und den Gründern der Galerie, Robert und Signe McMichael. In seinem Buch One Man's Obsession (1986) erinnert sich Robert McMichael, dass er 1967 einen Brief von Alexander Jackson erhielt, in dem dieser den Wunsch äußerte, in der Nähe von Kleinburg begraben zu werden. Einige Monate später, als Jackson und Alfred Casson die McMichaels besuchten, nahm die Idee eines Gedenkfriedhofs für die Mitglieder der Gruppe der Sieben Gestalt an.

Im Frühjahr 1968 erkrankte Alexander Jackson schwer, und die Notwendigkeit einer Grabstätte auf dem Gelände der Galerie wurde dringend. Die McMichaels mussten einen geeigneten Ort für den Friedhof finden, der zugänglich, aber dennoch ruhig und würdevoll sein sollte. Bald entschieden sie sich für einen kleinen grasbewachsenen Hügel mit Blick auf die Flusstäler, den Wald, die Tom Thomson Atelierhaus und die Dächer der Galerie in der Ferne. Sorgfältig ausgewählte Granitplatten wurden von dem kanadischen Bildhauer E.B. Cox bearbeitet und als Grabsteine verwendet.

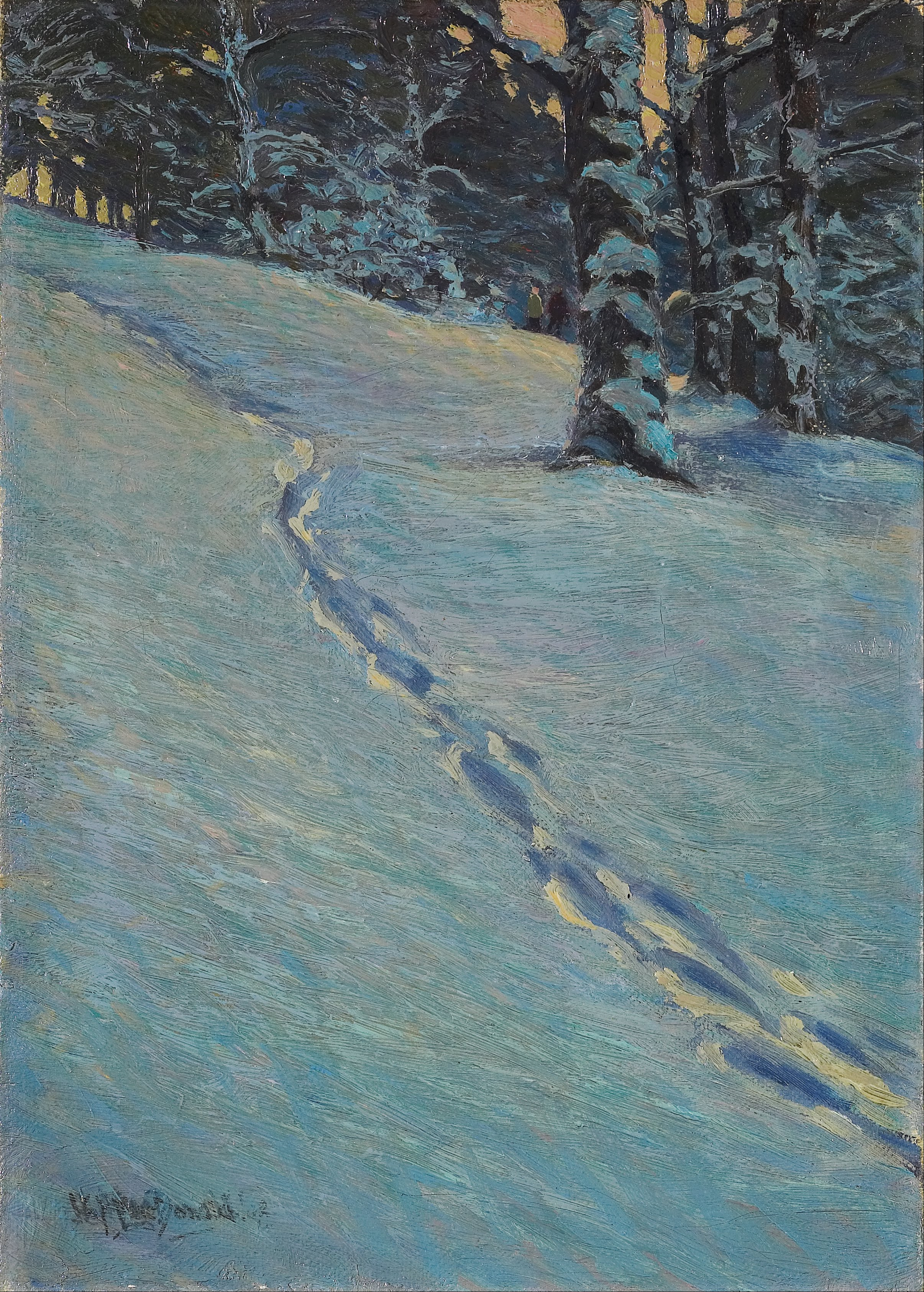
J.E.H. MacDonald: Morning after Snow, High Park (1912)
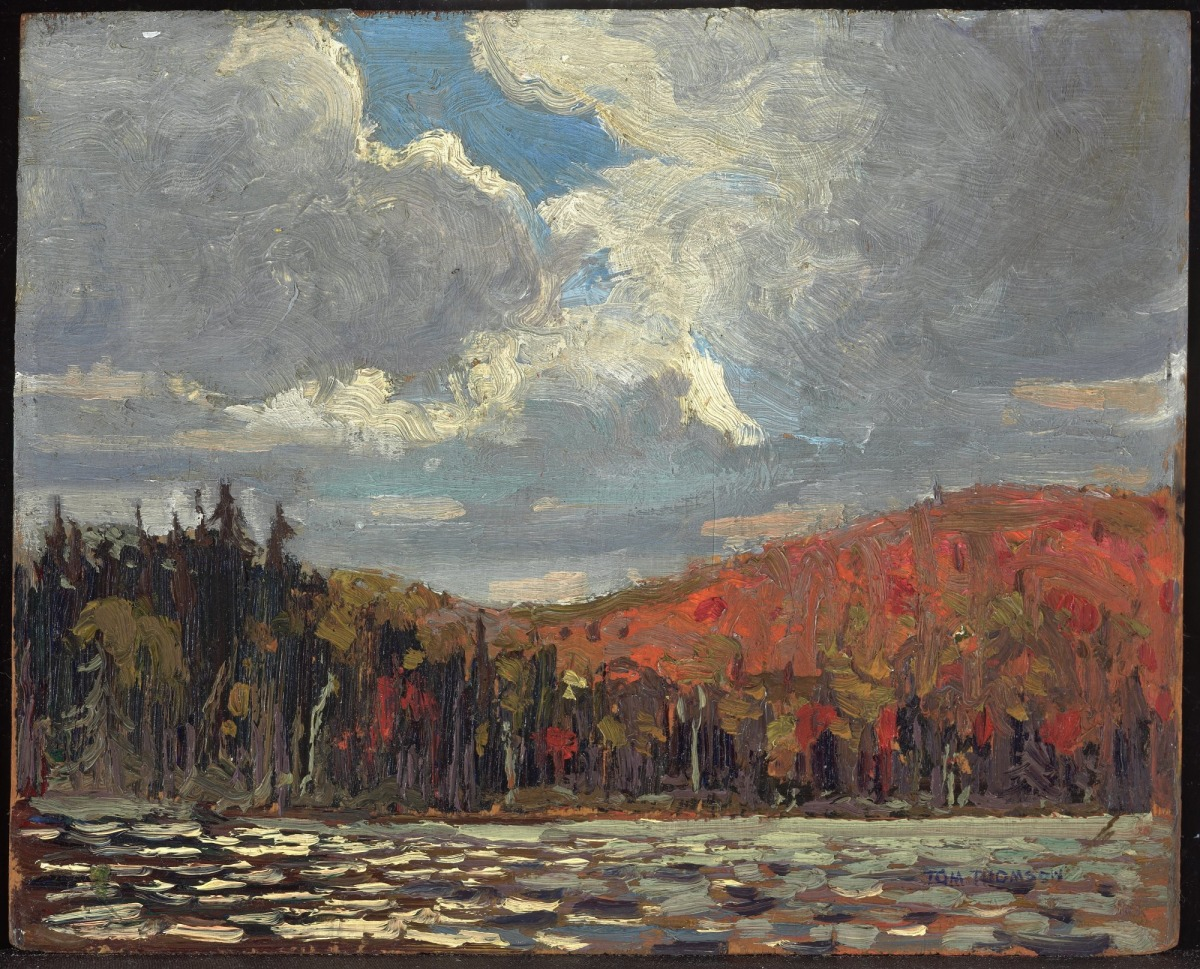
Tom Thomson: Hillside, Smoke Lake (1914)
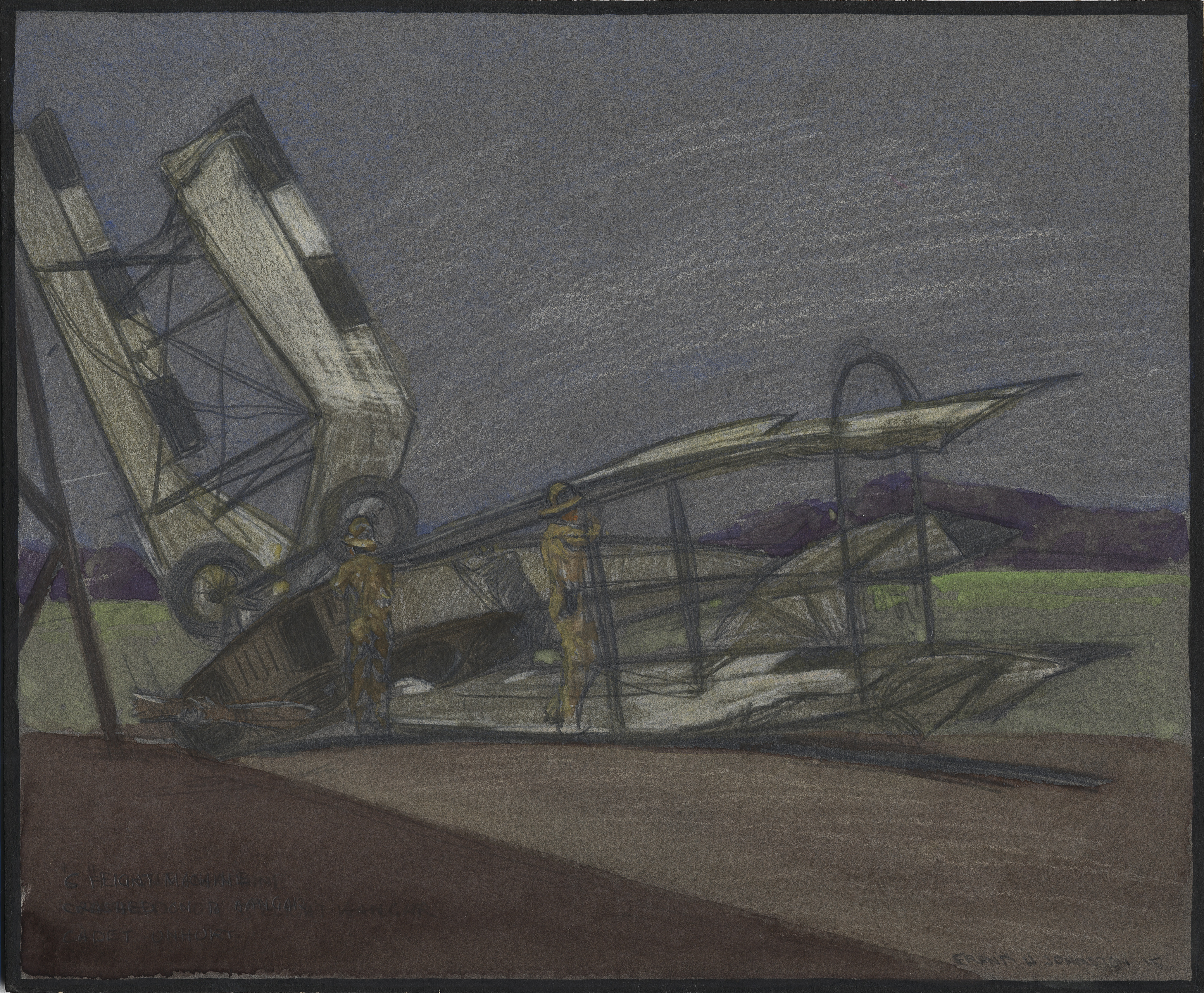
Frank Johnston: C Flight Machine Cracked on Hangar (1918)
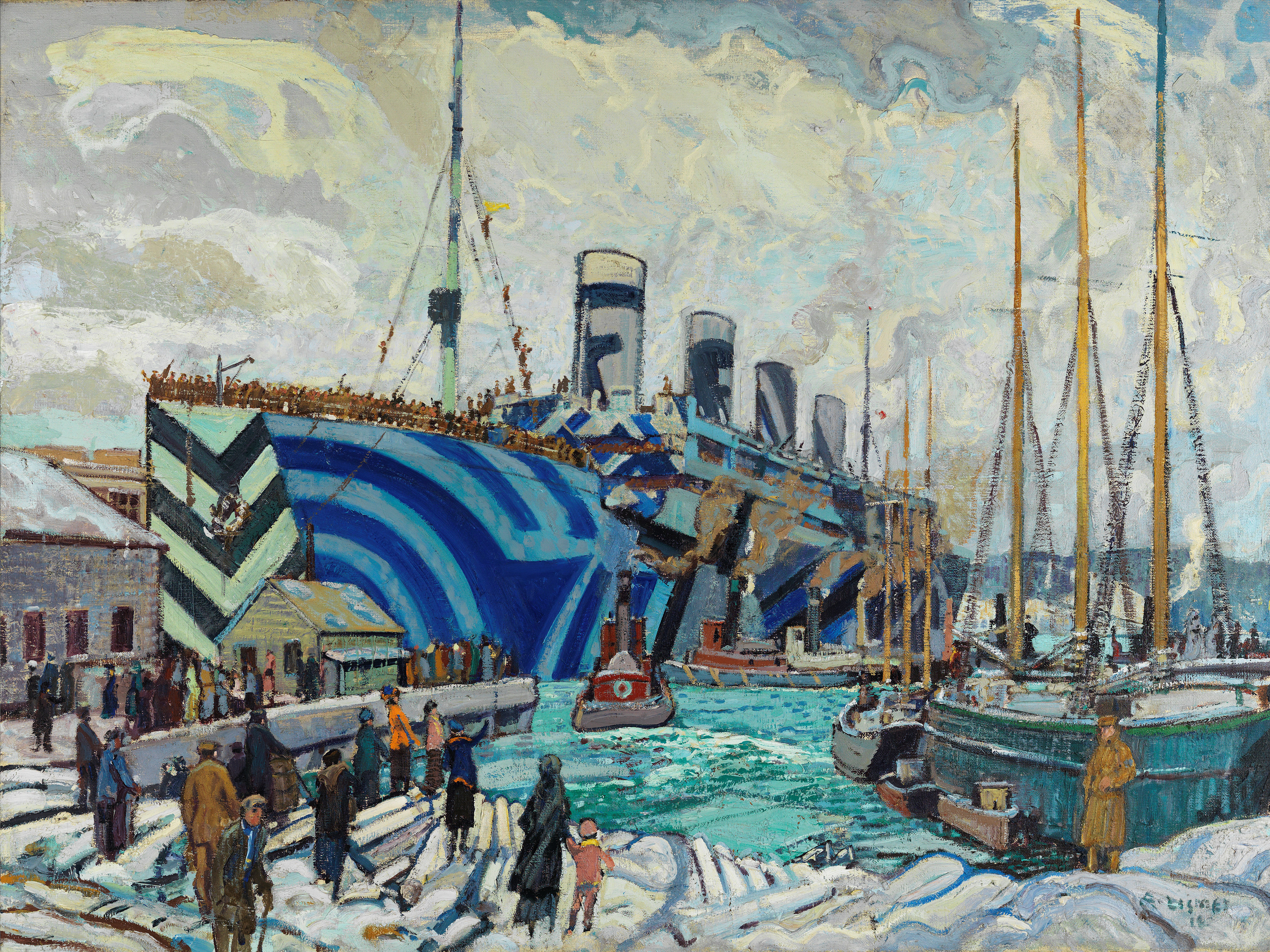
Arthur Lismer: Olympic with Returned Soldiers (1918)
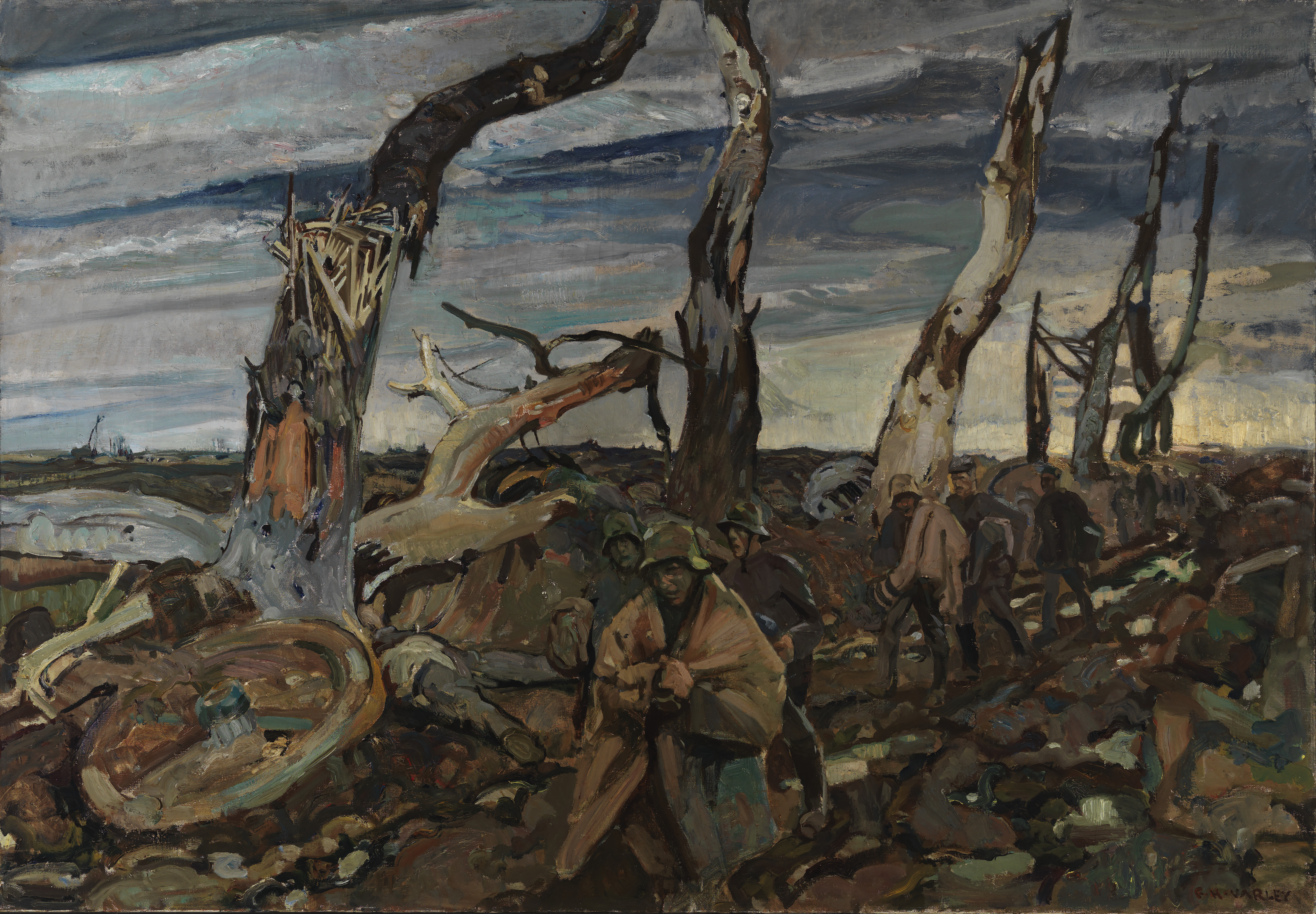
Frederick Varley: German Prisoners (ca. 1919)
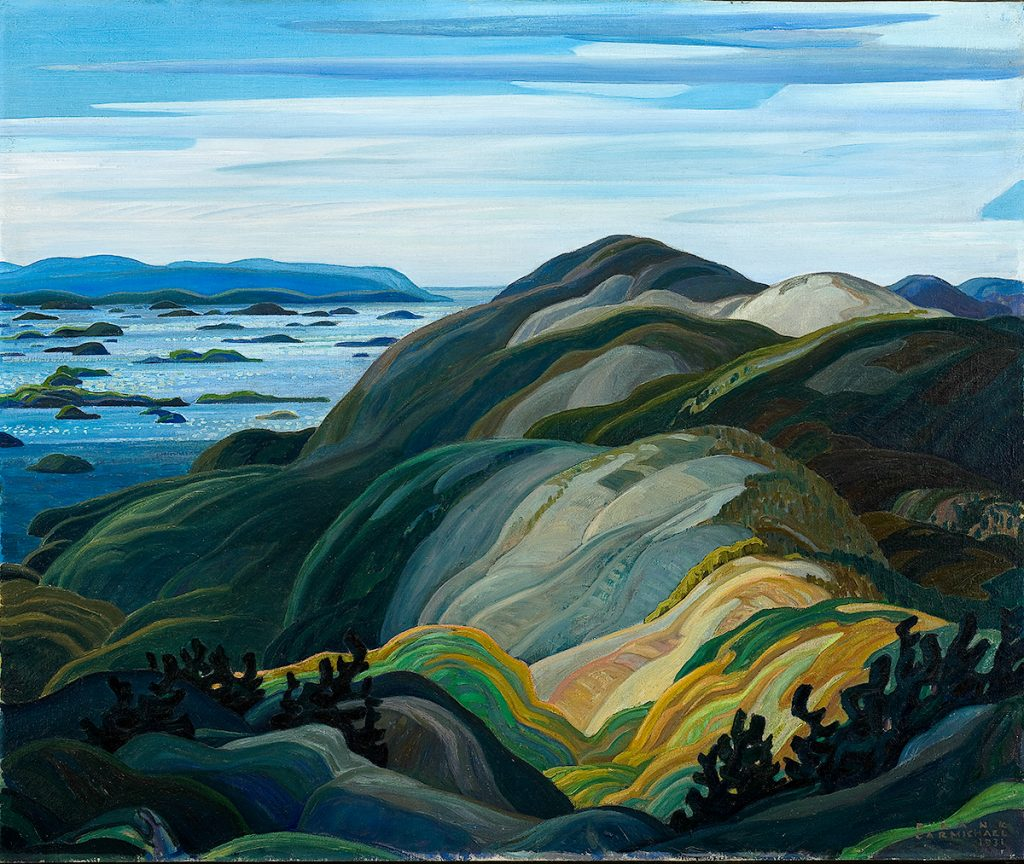
Franklin Carmichael: Bay of Islands from Mt. Burke (1931)